# Code de réseau
Dans le domaine du transport de l'énergie électrique , un code de réseau est un document qui définit les conditions nécessaires pour un producteur d'énergie électrique ou un consommateur d'énergie électrique  pour pouvoir se raccorder sur un Réseau électrique. L'anglicisme  grid code est largement employé.

## Contenu des codes de réseaux.
Le contenu d'un code de réseau peut varier d'un pays à l'autre, et même d'un Gestionnaire du réseau de distribution à l'autre à l'intérieur d'un pays.Typiquement, le code de réseau spécifiera le comportement d'un générateur de réseau lors d'une perturbation de réseau. Ceci peut inclure des spécifications de
- facteur de puissance et fourniture puissance réactive[2]
- régulation de tension
- comportement sur court-circuit
- régulation de fréquence
- flicker
- courants harmoniques maximum générés